# NGC 7479
NGC 7479 (również PGC 70419 lub UGC 12343) – galaktyka spiralna z poprzeczką (SBc), znajdująca się w gwiazdozbiorze Pegaza. Została odkryta 19 października 1784 roku przez Williama Herschela. Należy do galaktyk Seyferta typu 2.
Na zdjęciach wykonanych w świetle widzialnym oraz w bliskiej podczerwieni galaktyka NGC 7479 wiruje w kierunku zgodnym z ruchem wskazówek zegara tworząc kształt odwróconej litery S. Jednak w paśmie radiowym wiruje odwrotnie. Dżety tworzone przez NGC 7479 skręcają odwrotnie niż gwiazdy i pył widoczne w ramionach spiralnych. Prawdopodobnie jest to wynikiem zderzenia z inną galaktyką, które spowodowało ich zlanie w jeden obiekt. Efektem zderzenia galaktyk jest intensywny proces tworzenia nowych gwiazd obserwowany również w NGC 7479. Młode, jasne gwiazdy są widoczne w ramionach spiralnych.
Do tej pory w galaktyce tej zaobserwowano dwie supernowe: SN 1990U i SN 2009jf.